# Campylocentrum brenesii
Campylocentrum brenesii é uma espécie de orquídea, família Orchidaceae, que habita Costa Rica, Guatemala e Panamá. É uma pequena planta epífita, monopodial, com folhas comparativamente largas, inflorescência racemosa com flores minúsculas, brancas, e nectário na parte de trás do labelo. Pertence ao grupo de espécies que apresenta inflorescência tão longa quanto as folhas, ou mais longa. É uma planta variável porém bastante fácil de reconhecer pois suas folhas são muitos curtas e ovais, bastante largas. A única outra espécie de morfologia semelhante é o Campylocentrum palominoi mas dele se diferencia pois o primeiro apresenta calos pubescentes no labelo, labelo de lobo intermediário mais claramente acuminado e nectário cilíndrico.